# 77. pr. Kr.
◄ | 2. stoljeće pr. Kr. | 1. stoljeće pr. Kr. | 1. stoljeće | ►
◄ | 100-ih pr. Kr. | 90-ih pr. Kr. | 80-ih pr. Kr. | 70-ih pr. Kr. | 60-ih pr. Kr. | 50-ih pr. Kr. | 40-ih pr. Kr. | ►
◄◄ | ◄ | 80. pr. Kr. | 79. pr. Kr. | 78. pr. Kr. | 77 pr. Kr. | 76. pr. Kr. | 75. pr. Kr. | 74. pr. Kr. | ► | ►►
Astronomija

## Događaji
- Pompej Veliki pobjeđuje pristaše Gaja Marija u Hispaniji; robovi postaju važan čimbenik u životu Rima, osnivaju se gladijatorske škole.
- Oko ove godine Sinatruk I. Partski zavladao je Partskim Carstvom.